# Célestine Galli-Marié

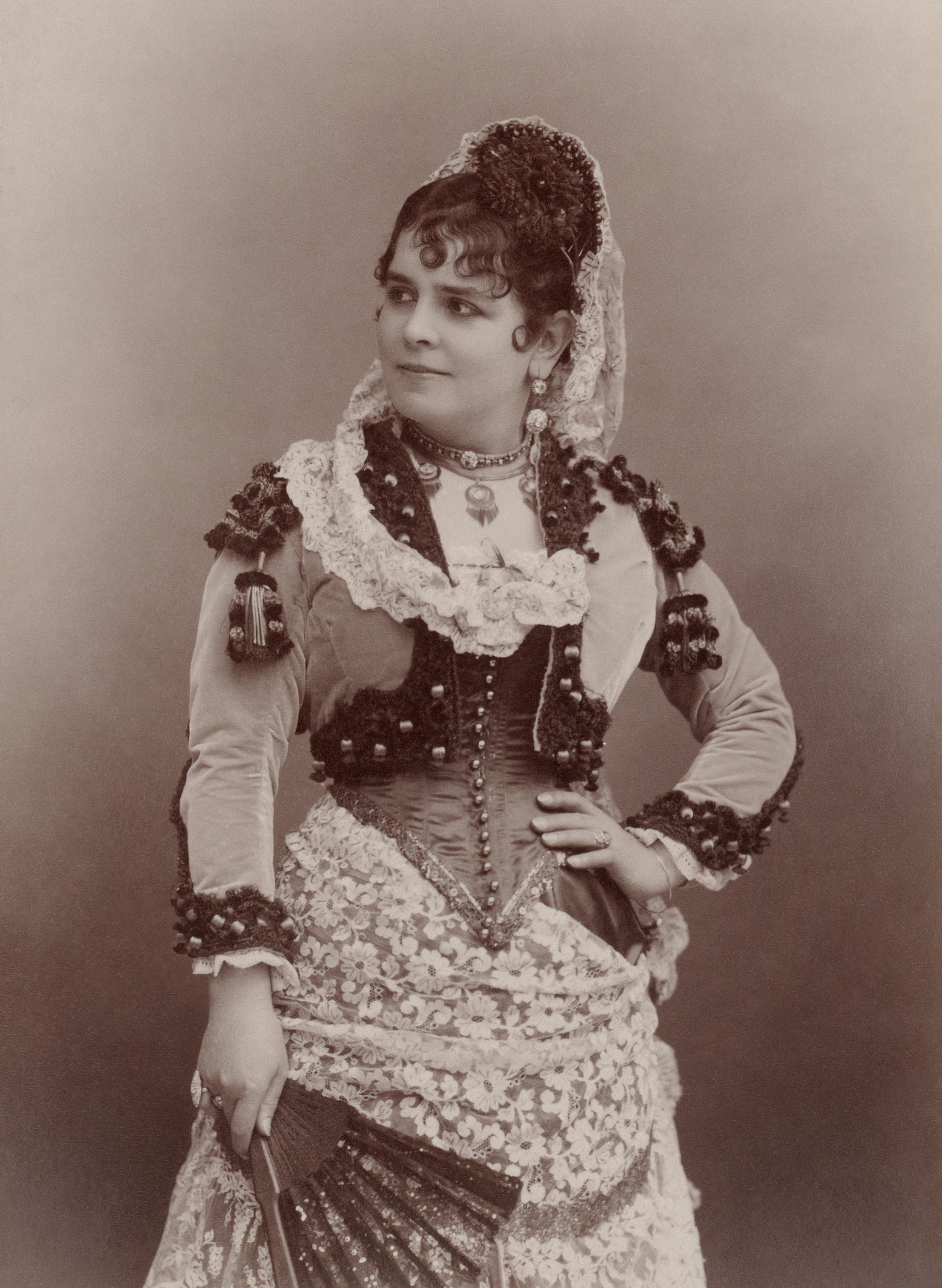
Célestine Galli-Marié, Foto von Paul Nadar, zwischen 1875 und 1883

Célestine Galli-Marié, geborene Marie-Célestine Laurence Marié de l’Isle (* 15. März 1837 in Paris; † 21. September 1905 in Vence, Département Alpes-Maritimes) war eine französische Opernsängerin (Mezzosopran), die erste Carmen in der Oper von Georges Bizet.

## Leben
Célestine Galli-Marié war eine Tochter des Opernsängers (Tenor, später Bariton) Félix Mécène Marié de l’Isle (1811–1882) und hatte noch vier Schwestern. Darunter Paola (1851–1920) und Irma, die ebenfalls vom Vater unterrichtet wurden und als Opernsängerinnen Karriere machten.
Mit 22 Jahren konnte sie 1859 an der Oper in Straßburg debütieren. 1855 heiratete sie den italienischstämmigen Bildhauer Rizzardo Galli (1836–1861) und hatte mit ihm ein Kind. Ab ihrer Eheschließung trat sie nur noch unter dem Doppelnamen Galli-Marié auf.
Sie trat in Vichy, Toulouse und 1861 in Lissabon auf und in den Jahren danach in Opernhäusern in Belgien, Frankreich und Italien. Nachdem der Direktor der Pariser Opéra-Comique sie in Rouen hörte (in The Bohemian Girl von Michael William Balfe) lud er sie an seine Oper in Paris ein, wo sie zuerst 1862 als Servina in La serva padrona von Giovanni Battista Pergolesi auftrat, gleich mit großem Erfolg. Sie stieg zur Primadonna der komischen Oper in Paris auf. Am 17. November 1866 sang sie die Titelrolle in der Oper Mignon von Ambroise Thomas (1866), die neben der Carmen eine ihrer Paraderollen wurde. 1872 sang sie in der Uraufführung der Oper Le Passant (von Émile Paladilhe, der auch zeitweise ihr Liebhaber war), die durch die damals populäre Arie La Manolinata in Erinnerung blieb. Erfolgreich war sie auch mit der Arie Sorrentino in der Oper Piccolino von Ernest Guiraud, die dieser für sie schrieb. Sie trat in ganz Europa auf.
Sie sang die Carmen in der Uraufführung am 3. März 1875 in der Opéra-Comique.

« L’interprétation mérite beaucoup d’éloges et l’on doit dire que Mme Galli-Marié en est la pierre de touche. Qui donc autre qu’elle eût pu remplir le rôle énorme de Carmen? La responsabilité de faire admettre ce caractère si risqué était lourde à porter. Elle s’en est tirée en comédienne, et, à cela près que j’eusse aimé la voir plus sobre de mouvements, surtout des épaules, et plus finement coquette, je reconnais que cette création lui fait grand honneur. Le rôle est parfaitement écrit pour sa voix: aussi a-t-elle chanté comme dans ses meilleurs jours. »

„Die Aufführung verdient großes Lob, und man muss sagen, dass man ihren Wert an Frau Galli-Marié erkennen kann. Wer außer ihr hätte die großartige Rolle der Carmen spielen können? Die Verantwortung, diesen gewagten Charakter zu übernehmen, war schwer zu tragen. Sie hat sich als Schauspielerin gut geschlagen, und obwohl ich sie in ihren Bewegungen, vor allem ihren Schultern, gerne zurückhaltender und mit dezenterer Koketterie gesehen hätte, erkenne ich an, dass diese Darstellung ihr große Ehre macht. Die Rolle ist perfekt auf ihre Stimme zugeschnitten: Sie sang wie in ihren besten Tagen.“

Die Uraufführung war aber insgesamt kein Erfolg, später war sie umso erfolgreicher und sie sang die Carmen in ganz Europa. Die hundertste Vorstellung der Carmen in der komischen Oper fand 1885 statt. Im gleichen Jahr beendete sie ihre Karriere an der komischen Oper, allerdings trat sie 1890 dort noch einmal als Carmen auf in einer Benefizvorstellung zur Errichtung eines Denkmals für Bizet (mit Nellie Melba, Jean de Reszke, Jean Lassalle). Sie sang die Carmen in Brüssel 1876, Monte Carlo (1879), Neapel (1879, italienische Premiere), Genua, Barcelona (1881), Madrid (1882), Rom (1884), Mailand (1883), Lyon, Lüttich, Dieppe und 1886 in London.
Sie war für ihr großes Tonvolumen und gutes Timbre bekannt, eine klare Diktion und Phrasierung. Ein hoher Mezzosopran wurde manchmal als Galli-Marié bezeichnet. Außerdem war sie für ihre theatralischen Fähigkeiten bekannt, nach Modest Iljitsch Tschaikowski verband sie ungezügelte Leidenschaft mit einem mystisch zu nennenden Fatalismus. Sie war schlank und graziös, lebhaft und sehr beweglich, so dass ein Kritiker sie mit einer Katze verglich. Ihre Interpretation der Carmen auf der Bühne war sehr realistisch, nach dem Kritiker Daniel Bernard fotografierte sie die Gesten, Ausdrücke und Kleidung der Senoritas der Straße.
Im September 1905 starb Célestine Galli-Marié in Vence und fand ihre letzte Ruhestätte auf dem Friedhof Père-Lachaise (Div. 57). Ihre Schülerin und Nichte Jean Marié de l’Isle (1872–1926) war ebenfalls Sängerin, von der Schallplattenaufnahmen existieren, die auch Rückschlüsse auf Stil und Interpretation ihrer Tante erlauben.

## Rollen (Auswahl)
- Carmen – Carmen (Georges Bizet)

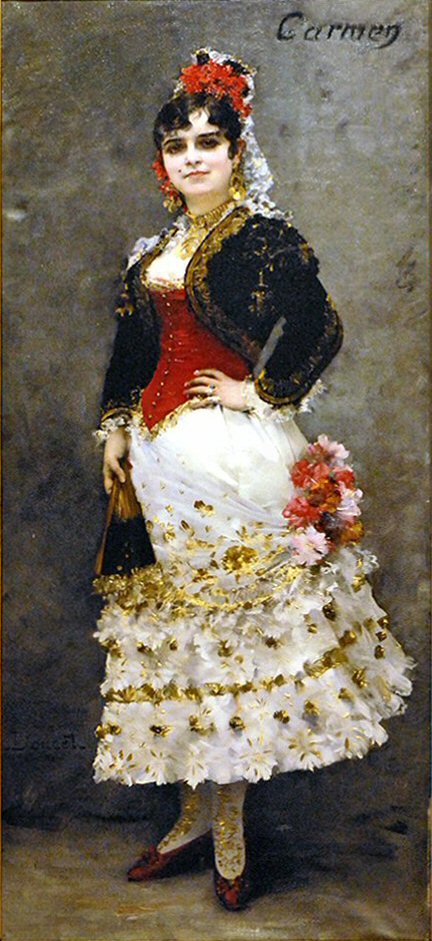
Célestine Galli-Marié als Carmen, Gemälde von Henri Doucet, 1884

- Fantasio – Fantasio (Jacques Offenbach)
- Mignon – Mignon (Ambroise Thomas)
- Freitag – Robinson Crusoé (Jacques Offenbach)
- Dorothée – Cendrillon (Jules Massenet)
- Andreloux – Mireille (Charles Gounod)
- Serpina – La serva padrona (Giovanni Battista Pergolesi)
- Blanche – Le Capitaine Henriot (François-Auguste Gevaert)
- Lazarille – Don César de Bazan (Jules Massenet)
- Kaleel – Lara (Aimé Maillart)